# Halbania
Halbania — рід грибів родини Asterinaceae. Назва вперше опублікована 1889 року.